# Johann Nepomuk Mälzel
Johann Nepomuk Mälzel, född 15 augusti 1772 i Regensburg i Tyskland, död 21 juli 1838 i La Guaira i Venezuela, var en tysk ingenjör och uppfinnare. 

## Biografi
Mälzel konstruerade flera mekaniska musikautomater, bl. a. "Panharmonicon", som kunde spela en hel militärorkesters instrument. Den drevs med hjälp av en blåsbälg. Noterna var lagrade på roterande skivor. Automaten fanns kvar i Landesgewerbemuseum i Stuttgart, där den förstördes år 1942 i en bombräd.
Han är troligen mest känd för att ha tagit patent på metronomen 1816. Äran av att ha uppfunnit den tillkommer dock snarare mekanikern Dietrich Winkel från Amsterdam, som år 1812 lär ha talat om för Mälzel hur man kunde lösa problemet. Mälzels vän, Ludwig van Beethoven, var den förste kompositören som satte ut metronomangivelser, vilket tros ha bidragit till att popualisera metronomen. Angivelserna skrivs som Mälzels metronom: "M.M.(1/4-delsnot)= 120", vilket betyder 120 fjärdedelar per minut. Det moderna sättet att ange samma sak är "120   bpm" (taktslag per minut). 
Senare blev Mälzel främst känd i USA, där han gick på turné med den illusionistiska schackautomat som Wolfgang von Kempelen hade byggt.  